# Грузинська Демократична Республіка
Грузи́нська Демократи́чна Респу́бліка, (груз. საქართველოს დემოკრატიული რესპუბლიკა) (1918—1921) — самостійна грузинська держава з республіканською формою правління, проголошена 26 травня 1918 внаслідок розпаду Закавказької Федерації.
Включала території Кутаїської й Тифліської губерній, Батумської області й Сухумського округу колишньої Російської імперії.
Провідну роль у політичному житті Грузинської Республіки відігравала партія меншовиків.
Унаслідок Радянсько-грузинської війни навесні 1921 Грузинську Демократичну Республіку було ліквідовано, у Грузії було встановлено окупаційну більшовицьку владу, після чого її включили до СРСР у складі ЗРФСР, згодом союзна республіка Грузинська РСР.

## Передісторія
Створений в результаті Лютневої революції в Росії Тимчасовий уряд 9 (22) березня 1917 сформував у Тифлісі для управління Закавказзям Особливий Закавказький Комітет (ОЗАКОМ), що складався із членів 4-ї Державної думи. Більшість у Радах депутатів на території Грузії належала меншовикам, що підтримували Тимчасовий уряд.
Революція спричинила хаос та бродіння у військах Кавказького фронту. Більшість османських військ, що їм там протистояли, було відведено на південь, відбивати удари британських військ у Палестині й Месопотамії. Упродовж 1917 року російська армія поступово розкладалась, солдати дезертирували, вирушаючи по домівках, й до кінця року Кавказький фронт цілком розвалився.
Після Жовтневого перевороту ОЗАКОМ змінив Закавказький комісаріат — уряд Закавказзя, створений у Тифлісі 15 (28) листопада 1917. До його складу увійшли представники грузинських меншовиків, есерів, вірменських дашнаків та азербайджанських мусаватистів.

## Історія

### Створення Грузинської Демократичної Республіки

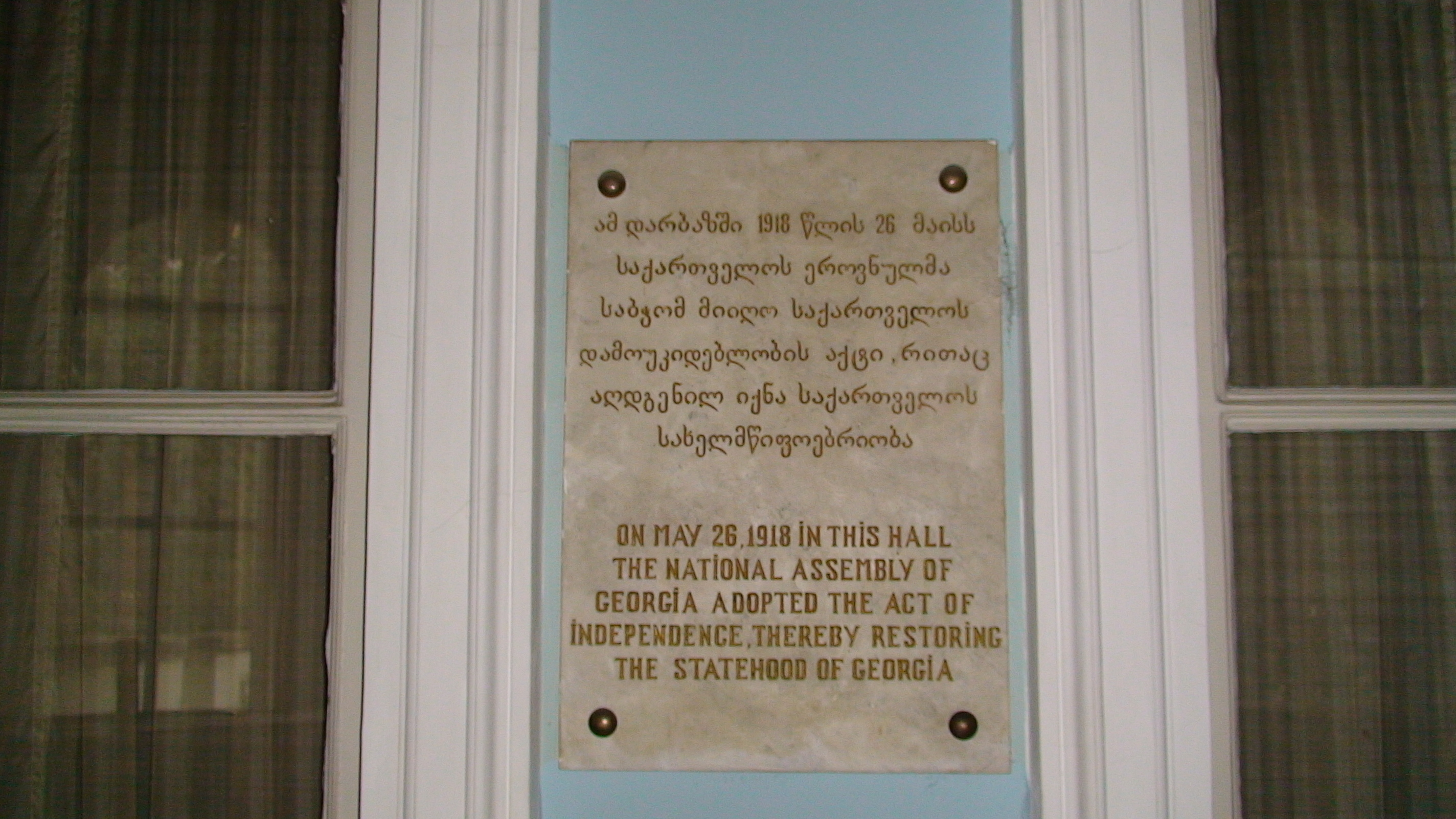
Меморіальна табличка: «26 травня 1918 року у цій залі Національна рада Грузії прийняла декларацію про незалежність, тим самим відновивши грузинську державність»

10 (23) лютого 1918 року в Тифлісі було скликано Закавказький сейм. До цього законодавчого органу увійшли депутати, обрані від Закавказзя до Установчих зборів, та представники місцевих політичних партій. 3 (16) березня було укладено Брестський мир, за яким до Османської імперії відходили від Росії населені грузинами та вірменами області Батума, Карса й Ардагана. Грузинські та вірменські представники у Закавказькому сеймі відкинули Брестський мир, оголосивши, що вважають себе у стані війни з Османською імперією.
Османські війська після тривалого перемир'я, що продовжувалось із 5 (18) грудня 1917 року, перешли у наступ. 11 березня пав Ерзерум, 13 квітня — Батум. Воєнні невдачі змусили закавказький уряд прохати про відновлення мирних перемовин, але Османська імперія як попередню умову зажадала офіційного проголошення незалежності Закавказзя й виходу його зі складу Росії. 9 (22) квітня Сейм ухвалив резолюцію про проголошення Закавказзя незалежною Закавказькою Демократичною Федеративною Республікою (ЗДФР). Тим часом османи продовжували просування, зайнявши упродовж двох місяців Карс, Ардаган, Батум, Озургеті, Ахалцихе. Уряд ЗДФР, не мав сил для відсічі османському наступові й був змушений піти на мирні перемовини (за посередництва Німеччини).

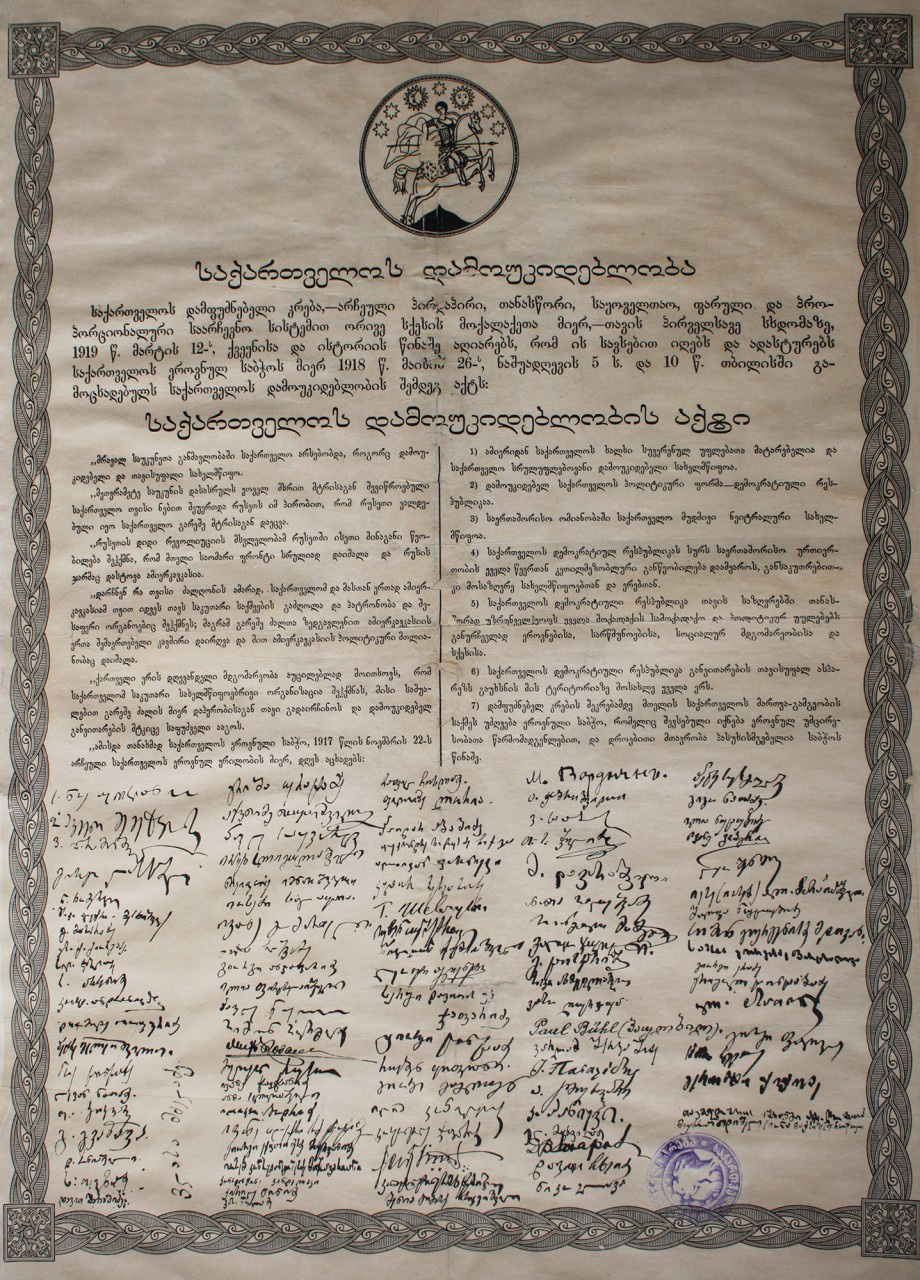
Акт про державну незалежність Грузії

Перемовини, що тривали у Батумі з 11 (24) травня до 26 травня, виявили гострі зовнішньополітичні протиріччя між Національними радами Грузії, Вірменії й Азербайджану, що врешті-решт призвело до створення окремих національних держав. На переговорах Османська імперія висунула ще більш важкі умови, ніж передбачала Брестська угода, — Закавказзя мало поступитись Османській імперії двома третинами території Ериванської губернії, Ахалциським та Ахалкалакським повітами Тифліської губернії, а також контролем над Закавказькою залізницею.
У цій ситуації Національна рада Грузії звернулась по допомогу й зверхність до Німецької імперії. Німецьке командування охоче відгукнулось на це звернення, оскільки Німеччина ще у квітні 1918 підписала з Османською імперією таємну угоду про розподіл сфер впливу у Закавказзі, відповідно до якої Грузинська Демократична Республіка й без того перебувала у сфері впливу Німецької імперії. Німецькі представники порадили Грузинській Демократичній Республіці негайно проголосити незалежність й офіційно прохати Німецьку імперію про допомогу, щоб уникнути османської навали й загибелі.
24-25 травня 1918 року на засіданні виконкому Національної ради Грузії цю пропозицію було прийнято. 26 травня Закавказький сейм оголосив про саморозпуск. Того ж дня свою незалежність проголосила Грузія (Грузинська Демократична Республіка), 28 травня (10 червня) — Азербайджан. 28 травня (10 червня) Вірменська національна рада у Тифлісі оголосила себе «верховною та єдиною владою вірменських повітів».

Карта територіальних претензій Грузії, яку було запропоновано грузинською делегацією на Паризькій мирній конференції 1919 року до включення до складу Грузинської Демократичної Республіки

Головою першого (коаліційного) уряду Грузинської Демократичної Республіки був обраний меншовик Ной Рамішвілі. До його складу увійшли грузинські меншовики Євген Ґеґечкорі, Ной Жорданія, Акакій Чхенкелі, Іраклій Церетелі й ін., а також соціалісти-федералісти й націонал-демократи; пізніше в уряді, який очолив Н. Н. Жорданія, залишились тільки меншовики.

### Закордонна військова інтервенція

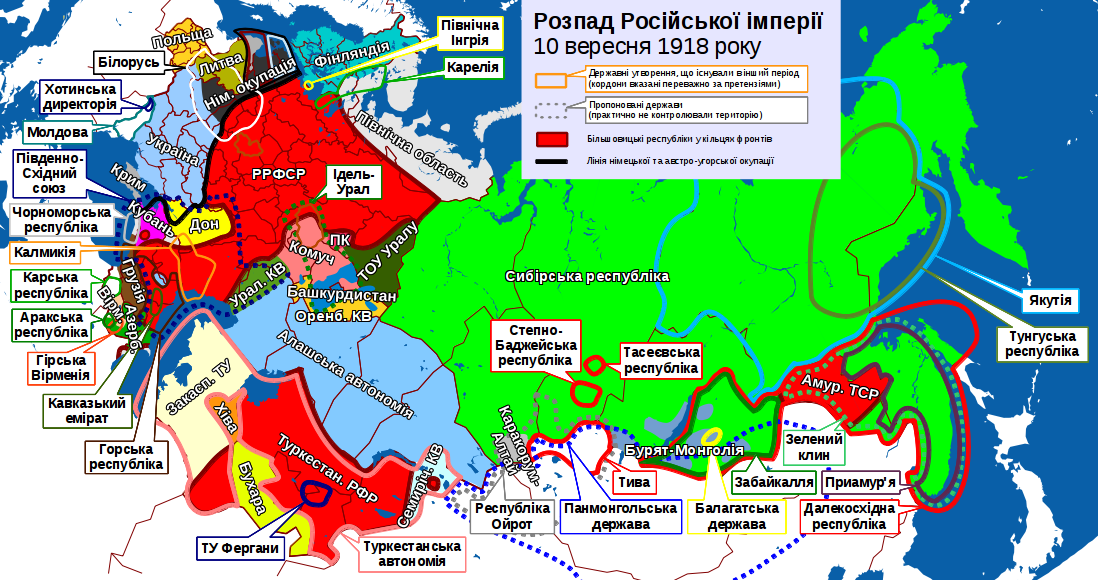
ГДР на карті розпаду Російської імперії (вересень 1918)

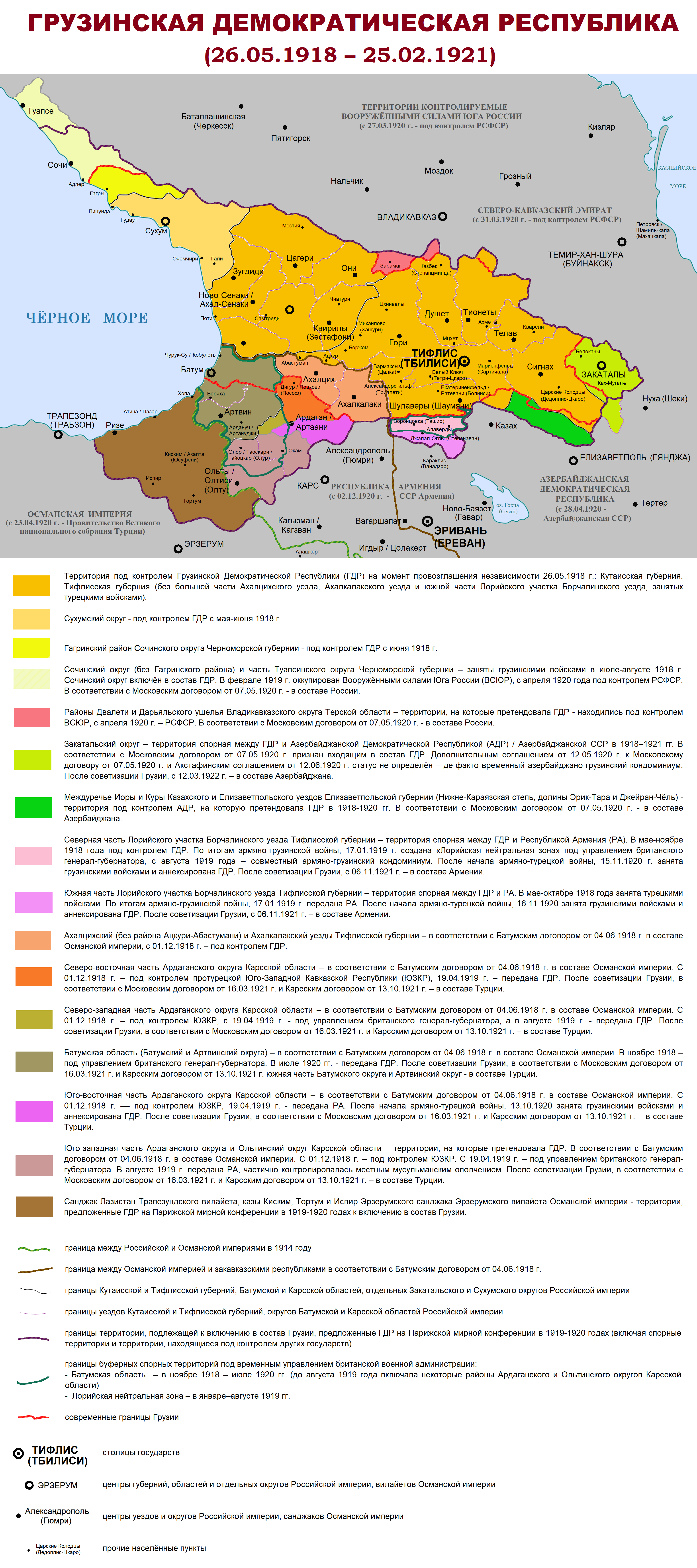
Карта зміни території Грузинської Демократичної Республіки у 1918—1921 роках.

Вже 28 травня Грузія та Німеччина підписали угоду, за якою тритисячний експедиційний корпус під командуванням Фрідріха Кресса був перекинутий морем із Криму до грузинського порту Поті; надалі він був підсилений німецькими військами, які було переведено сюди з Української держави та Османської Сирії, а також звільненими німецькими військовополоненими й мобілізованими німцями-колоністами. Об'єднані німецько-грузинські гарнізони були дислоковані у різних частинах Грузії; воєнна допомога Німецької імперії дозволила у червні 1918 року ліквідувати загрозу з боку більшовиків, що проголосили Радянську владу у Абхазії. Таким чином виявилась порушеною угода, підписана 9 лютого 1918 року між Національною радою Грузії та Народною радою Абхазії, що зафіксувала кордон Абхазії з Грузією річкою Інгурі й констатувала, що «форма майбутнього політичного устрою єдиної Абхазії має бути вироблена відповідно до принципу національного самовизначення на Установчих зборах Абхазії».
В результаті дипломатичного демаршу Берліна османський наступ у Грузинській Демократичній Республіці був зупинений. 4 червня у Батумі була підписана угода, відповідно до якої Грузія відмовлялась від претензій на Аджарію (Батумська область) з переважно мусульманським населенням, а також міста Ардаган, Артвін, Ахалцихе й Ахалкалакі. Підписання Німеччиною угод з урядом Грузії означало фактичне визнання грузинського уряду, однак до юридичного визнання справа так і не дійшла — багато в чому через негативне ставлення до цього з боку Радянської Росії.
Наприкінці 1918 року, зазнавши поразки у Першій світовій війні, Німеччина була змушена вивести свої війська з Грузії. Їм на зміну прийшли британці.
17 листопада 1918 року до Баку з Персії прибули британські війська під командуванням генерала Томсона. Упродовж листопада-грудня ними були зайняті стратегічні пункти Закавказзя — Баку, Тифліс, Батум, що дозволило контролювати Закавказьку залізницю й поставки нафти й гасу з Баку. До кінця грудня чисельність британських військ у Грузинській Демократичній Республіці досягла приблизно 25 тис., у всьому Закавказзі — 60 тис.

### 1919–1920

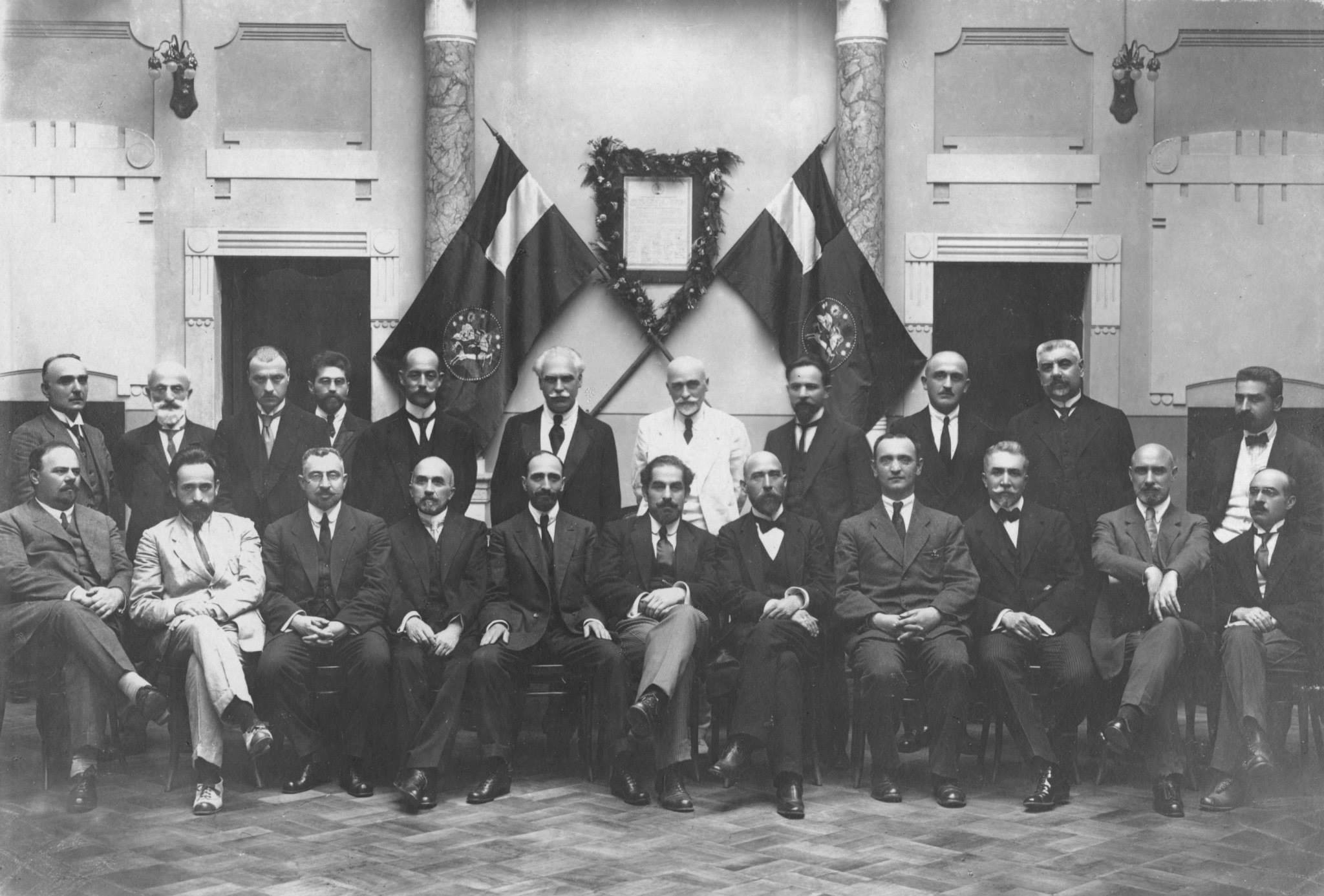
Міністри Грузинської Демократичної Республіки

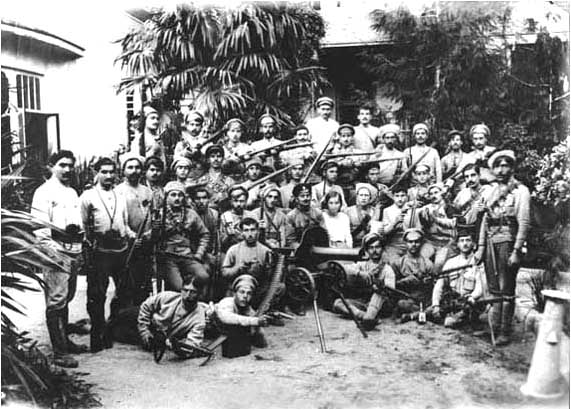
Народна гвардія Грузинської Демократичної Республіки

У лютому у Грузії були проведені загальні вибори та за їхніми результатами сформований однопартійний уряд меншовиків, який очолив Н. Жорданія.
Грузинський уряд вів перемовини з представниками США, сподіваючись на отримання статусу підмандатної території будь-якої з великих держав, однак цього так і не сталось. Упродовж 1919 року країни Антанти відмовлялися визнавати незалежність Грузії та інших закавказьких республік, розраховуючи на те, що армії генерала Денікіна вдасться взяти гору у Громадянській війні.
Лише 12 січня 1920 року, коли стало відомо про розгром Денікіна та наближення Червоної Армії до Кавказу, Верховна рада Антанти (Французька республіка, Велика Британія й Королівство Італія) визнала де-факто незалежність Грузинської Демократичної Республіки та Азербайджанської Демократичної Республіки, а надалі й Вірменії, які мали стати буферними державами між РРФСР і країнами Сходу. Пізніше до цього рішення приєдналась Японська імперія. Що ж стосується США, то вони відмовились ухвалити постанову Верховної ради Антанти.
6 січня 1920 року РРФСР запропонувала Грузії та Азербайджану вступити у перемовини про укладення військової угоди проти Денікіна, однак Грузія не пристала на цю пропозицію, посилаючись на політику нейтралітету й невтручання, та запропонувала почати перемовини з політичного врегулювання стосунків із Радянською Росією.
17 березня В. І. Ленін поставив Кавказькому фронту завдання заволодіти Баку та захопити Азербайджан.
28 квітня, після загарбання Азербайджану, у грузинських газетах було опубліковано звернення голови грузинського уряду Н. Жорданія про оголошення мобілізації, започаткування Ради оборони, призначення головнокомандувача й оголошення Східної Грузії на воєнному стані. Ці дії були спричинені побоюваннями, що XI-а Армія вже готова продовжити наступ на територію Грузії.
У той самий час, однак, у Москві вже тривали конфіденційні перемовини грузинського представника Г. Уратадзе про укладення мирної угоди. До того ж Радянська Росія саме в ці дні була зайнята війною з Польщею. Радянське керівництво категорично заборонило своїм військам в Азербайджані рухатись у бік Грузії.
7 травня 1920 року у Москві була підписана мирна угода між РРФСР та Грузією. РРФСР стала першою великою державою, що визнала Грузинську Демократичну Республіку де-юре та встановила з нею дипломатичні відносини. За її умовами Радянська Росія безумовно визнавала незалежність та самостійність Грузії та зобов'язувалась не втручатись до її внутрішніх справ.
Відповідно до таємного додатку до угоди Грузія зобов'язувалась легалізувати комуністичні організації, визнавши за ними «право вільного існування й діяльності, зокрема, право вільних зборів і право вільного видання (в тому числі органів друку)».
Сторони обмінялись дипломатичними представниками (радянським повноважним представником у Грузії став Сергій Кіров).

Одразу ж після цього Грузія спробувала з'ясувати можливість вступу до Ліги Націй.

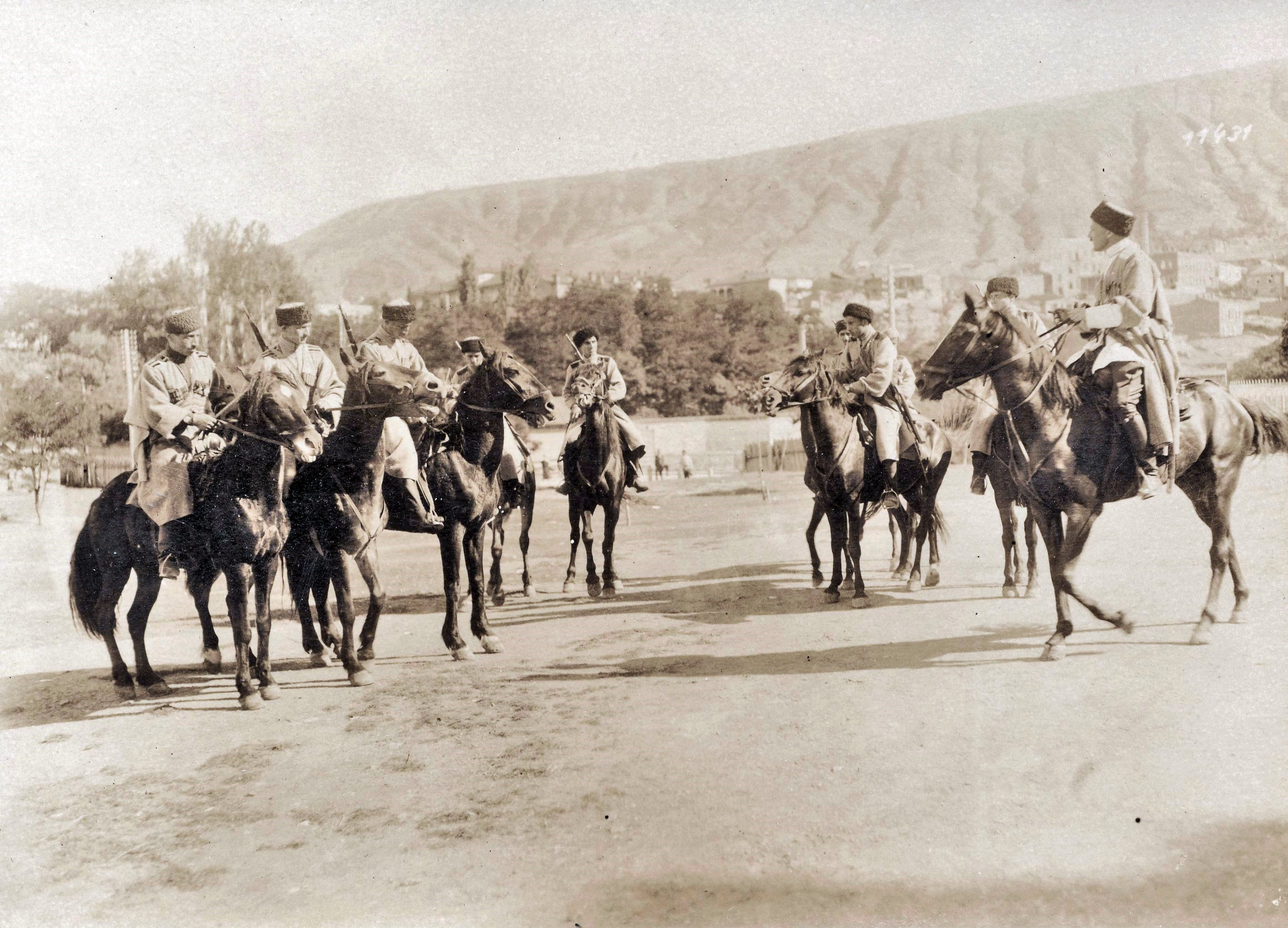
Грузинська кавалерія у 1918 році

### Падіння Грузинської Демократичної Республіки
16 лютого 1921 радянські війська перетнули південний кордон Грузії. 25 лютого частини 11-ї армії увійшли до Тифлісу. До міста прибув Грузинський ревком, перетворений того ж дня на РНК Грузинської РСР. До конфлікту втрутилась також Туреччина, захопивши прикордонні території. 17 березня в Кутаїсі міністр оборони Грузії Грігол Лордкіпанідзе та повноважний представник радянської сторони Авель Єнукідзе уклали перемир'я, а 18 березня — угоду, що дозволяла Червоній Армії зайняти Батум. Таким чином закінчилося загарбання Грузії.

## Територіальний устрій

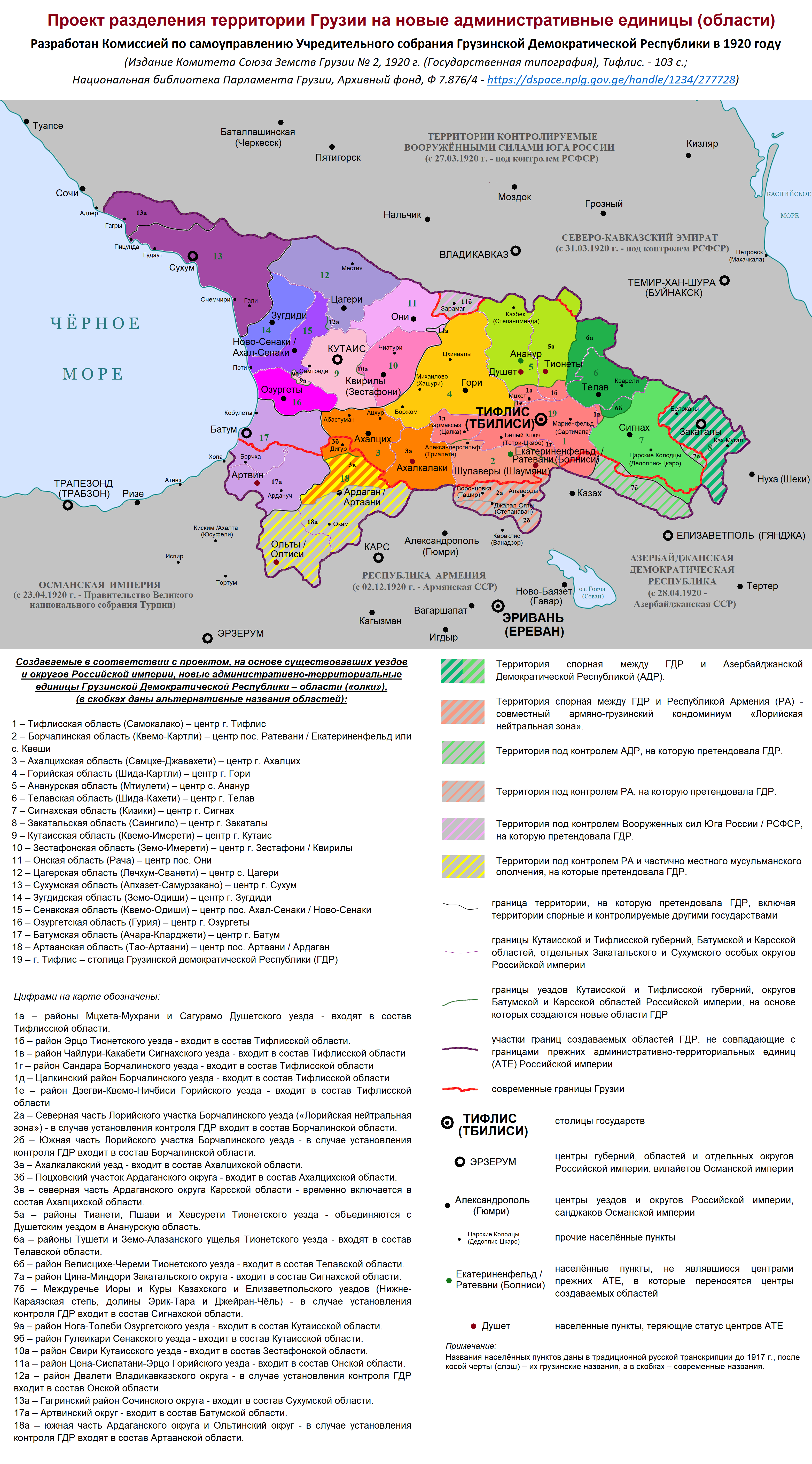
Карта проекту поділу території Грузії на нові адміністративні одиниці (області) у 1920 році.

Грузинська Демократична Республіка мала усталені кордони: на півночі — з Радянською Росією та Гірською республікою, на півдні — з Османською імперією, Вірменією та Азербайджаном. Її територія охоплювала приблизно 107 600 км². Для порівняння, вся площа сучасної Грузії становить лише 69 700 км².
Під час Грузинської демократичної республіки відповідно до Проекту поділу території Грузії на нові адміністративні одиниці (області), розробленого Комісією з самоврядування Установчих зборів Грузинської Демократичної Республіки в 1920 році було ліквідовано поділ на губернії та області, збереглися повіти та округи, перейменовані в області. Назви областей переважно були запропоновані за назвами їх адміністративних центрів. Були внесені незначні зміни до їхніх кордонів і кілька колишніх повітів та округів були об'єднані: Батумський та Артвінський округи — у Батумську область, Ахалцихський та Ахалкалацький повіти — в Ахалцихську область, Душетський та Тіанетський повіти в Ананурську область. Крім того, були створені три автономні освіти: Абхазька автономія (Сухумська область), Автономія Мусульманської Грузії (Батумська область) і Закатальська область. Було запроваджено дворівневе місцеве самоврядування: 18 областей та прирівняна до них столиця Грузії — м. Тіфліс (Тбілісі) на регіональному рівні та 356 міст та громад на місцевому рівні. Південна частина Ардаганського округу та Ольтинський округ — у разі встановлення над ними контролю НДР входять до складу створюваної Артаанської області.
Нові адміністративно-територіальні одиниці Грузинської Демократичної Республіки — області («олки») (у дужках дано альтернативні назви областей):
1 — Тифліська область (Самокалако) — центр м. Тифліс
2 — Борчалинська область (Квемо-Картлі) — центр сел. Ратевані / Катериненфельд чи с. Квеші
3 — Ахалцихська область (Самцхе-Джавахеті) — центр м. Ахалціх
4 — Горійська область (Шида-Картлі) — центр м. Горі
5 — Ананурська область (Мтіулеті) — центр с. Ананур
6 — Телавська область (Шида-Кахеті) — центр м. Телав
7 — Сігнахська область (Кізики) — центр м. Сігнах
8 — Закатальська область (Саїніло) — центр м. Закатали
9 — Кутаїська область (Квемо-Імереті) — центр м. Кутаїс
10 — Зестафонська область (Земо-Імереті) — центр м. Зестафоні / Квірила
11 — Онська область (Рача) — центр сел. Вони
12 — Цагерська область (Лечхум-Сванеті) — центр с. Цагері
13 — Сухумська область (Апхазет-Самурзакано) — центр м. Сухум
14 — Зугдідська область (Земо-Одіші) — центр м. Зугдіді
15 — Сенакська область (Квемо-Одіші) — центр сел. Ахал-Сенакі / Ново-Сенакі
16 — Озургетська область (Гурія) — центр м. Озургеті
17 — Батумська область (Ачара-Кларджеті) — центр м. Батум
18 — Артаанська область (Тао-Артаані) — центр сел. Артаані/Ардаган. Артаанська область планувалася до створення у разі встановлення контролю Грузії над південною частиною Ардаганського округу та Ольтинським округом Карської області.
19 — м. Тифліс — столиця Грузинської Демократичної Республіки.